# Ярлагаб
 Ярлагаб  — цар (або обраний отаман) кутіїв, правив 15 років в Шумері у 2162-2147 до н. е. (2103-2088 до н. е. за іншими даними).